# بارچلونا پوتزو دی گوتو
بارچلونا پوتزو دی گوتو (به ایتالیایی: Barcellona Pozzo di Gotto) یک شهرستان‌های ایتالیا در ایتالیا است که در استان مسینا واقع شده‌است.

## خصوصیات
بارچلونا پوتزو دی گوتو ۵۸٫۸۹ کیلومترمربع مساحت و ۴۱٬۵۴۹ نفر جمعیت دارد و ۶۰ متر بالاتر از سطح دریا واقع شده‌است.

## خواهرخوانده
شهرهای بارسلون و Punta Alta خواهرخوانده‌های بارچلونا پوتزو دی گوتو هستند.